# Majkowski Wierch
Majkowski Wierch (617 m) – szczyt we wschodniej części Beskidu Niskiego w okolicach Komańczy. Dawna łemkowska nazwa szczytu brzmi Klićkanyn Werch, prawdopodobnie nazwa dzierżawcza od nazwy osobowej  „Klićkan”.
Bezleśny i widokowy szczyt wznosi się w widłach potoku Barbarka i jego prawobrzeżnego dopływu Dołżyczka. Gołe stoki Majkowskiego Wierchu stanowią dobre tereny narciarskie.
Szlaki turystyczne
Przez szczyt nie przebiega żaden znakowany szlak turystyczny. Bez znaków najdogodniejsze dojście z miejscowości Dołżyca około 0:45 h ścieżką do Czystogarbu.